# Heteragrion ovatum
Heteragrion ovatum là loài chuồn chuồn trong họ Megapodagrionidae. Loài này được Selys mô tả khoa học đầu tiên năm 1862.